# Incilius valliceps
Espèce
Synonymes
- Bufo valliceps Wiegmann, 1833
- Bufo trachypus Wiegmann, 1833
- Bufo valliceps wilsoni Baylor & Stuart, 1961

Statut de conservation UICN

 LC  : Préoccupation mineure
Incilius valliceps est une espèce d'amphibiens de la famille des Bufonidae.

## Répartition

Distribution

Cette espèce se rencontre jusqu'à 1 610 m d'altitude :
- au Mexique dans le sud du Veracruz, dans l'est de l'Oaxaca, au Chiapas, au Tabasco, au Campeche, au Yucatán et au Quintana Roo ;

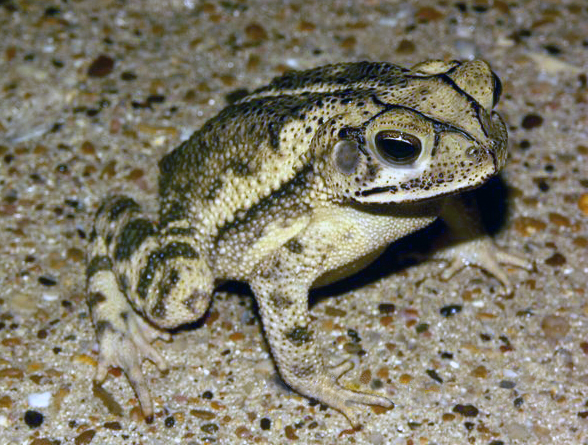
Incilius valliceps

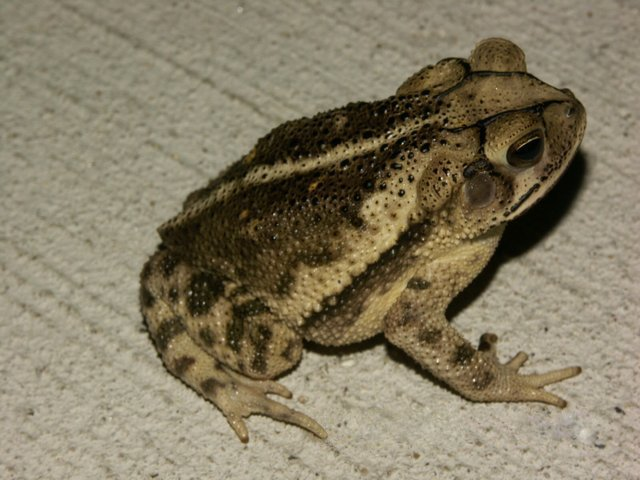
Incilius valliceps

- au Belize ;
- au Guatemala ;
- au Honduras ;
- au Salvador ;
- au Nicaragua ;
- dans le nord du Costa Rica.

## Publication originale
- Wiegmann, 1833 : Herpetologische Beiträge. I. Über die Mexicanischen Kröten nebst Bemerkungen über ihnen verwandte Arten anderer Weltgegenden. Isis von Oken, vol. 26, p. 651–662 (texte intégral).